# Ceratobasidiaceae
Ceratobasidiaceae — родина грибів, що належить до порядку Кантарелальні. Усі види родини мають базидіокарпи (плодові тіла), які тонкі. Іноді їх включали до складу кортиціоїдних грибів або як альтернатива до «гетеробазидіоміцетів». Види є сапротрофними, але деякі також є факультативними паразитами рослин або ектомікоризними мікобіонтами зозулинцевих. До родів, що мають економічне значення, належать Ceratobasidium та Thanatephorus (анаморфа Rhizoctonia), що містять види, які є збудниками хвороб комерційних сільськогосподарських культур та газонних трав.

## Таксономія
Ця родина була створена в 1948 році американським мікологом Джорджем Віллардом Мартіном для об'єднання видів кортиціоїдних грибів з ознаками гетеробазидіоміцетів (видовжені стеригми й базидіоспори, які дають початок вторинним спорам). Він обмежив родину Ceratobasidiaceae родом Ceratobasidium, хоча й помістив у нього види, які пізніше помістили у роди Thanatephorus та Oliveonia. У 1981 році Вальтер Юліх створив порядок Ceratobasidiales, щоб помістити у нього цю родину. До 1995 року порядок і родина містили 18 родів, включно з Ceratobasidium, Heteroacanthella, Oliveonia, Scotomyces, Thanatephorus та їхніми різноманітними синонімами та анаморфами.

### Поточний статус
Молекулярні дослідження, що ґрунтуються на кладистичному аналізі послідовностей ДНК, показують, що Ceratobasidiaceae не належать до окремого порядку, а є частиною Cantharellales. Роди Heteroacanthella та Oliveonia не є близькоспорідненими з Ceratobasidiaceae, й розміщуються у порядку Auriculariales. Геном жодного виду роду Scotomyces ще не секвеновано.
Результати досліджень ультраструктури септальних пор маловідомого та атипового виду Ceratobasidium calosporum вказують на те, що він є членом Auriculariales і не має спорідненості з іншими видами Ceratobasidium. Технічно це означає, що Ceratobasidiaceae належать до Auriculariales, але це таксономічна проблема, яка ще не вирішена.

## Оселище та поширення
Види є сапротрофними й трапляються в ґрунті й утворюють плодові тіла на мертвих стеблах та детриті рослин. Деякі виявляються прикріпленими до листків і стебел. Деякі види були виділені з мікоризи зозулинцевих або з хворих сільськогосподарських культур або газонних трав. Поширення видається космополітичним.

## Економічне значення
Кілька видів Ceratobasidium і Thanatephorus (включно з їхньою анаморфою Rhizoctonia) є умовно-патогенними мікроорганізмами рослин, що спричиняють низку хвороб економічно важливих сільськогосподарських культур.